# Festa della Madonna delle Galline
La festa della Madonna delle Galline è un evento religioso e civile  che si svolge annualmente a Pagani (Salerno) dal venerdì dell'ottava di Pasqua al lunedì successivo.
La festività, celebrata nell'omonimo santuario, è organizzata dai padri carmelitani del santuario stesso e dall'arciconfraternita della Madonna delle Galline.

## Storia
La tradizione popolare racconta che, in una chiesa arroccata tra i monti (nel comune di Tramonti), era custodita una tavola lignea raffigurante la Madonna del Carmine (o Madonna del Carmelo). Una notte, la Madonna sarebbe apparsa in sogno al sacrestano, chiedendogli di dire al prete di riparare la chiesa, ormai fatiscente; in caso contrario, la Madonna sarebbe andata via, in un paese dove le avrebbero voluto bene "anche le galline". Il sacrestano riferì tutto al prete, ma quest'ultimo la prese alla leggera. Le conseguenze furono gravi: ci fu, infatti, un forte temporale e il fango portò con sé il quadro a valle, verso il territorio del comune di Pagani.
Nel XVI secolo, nell'ottava di Pasqua, alcune galline, razzolando in un pollaio, riportarono alla luce la piccola tavola lignea.

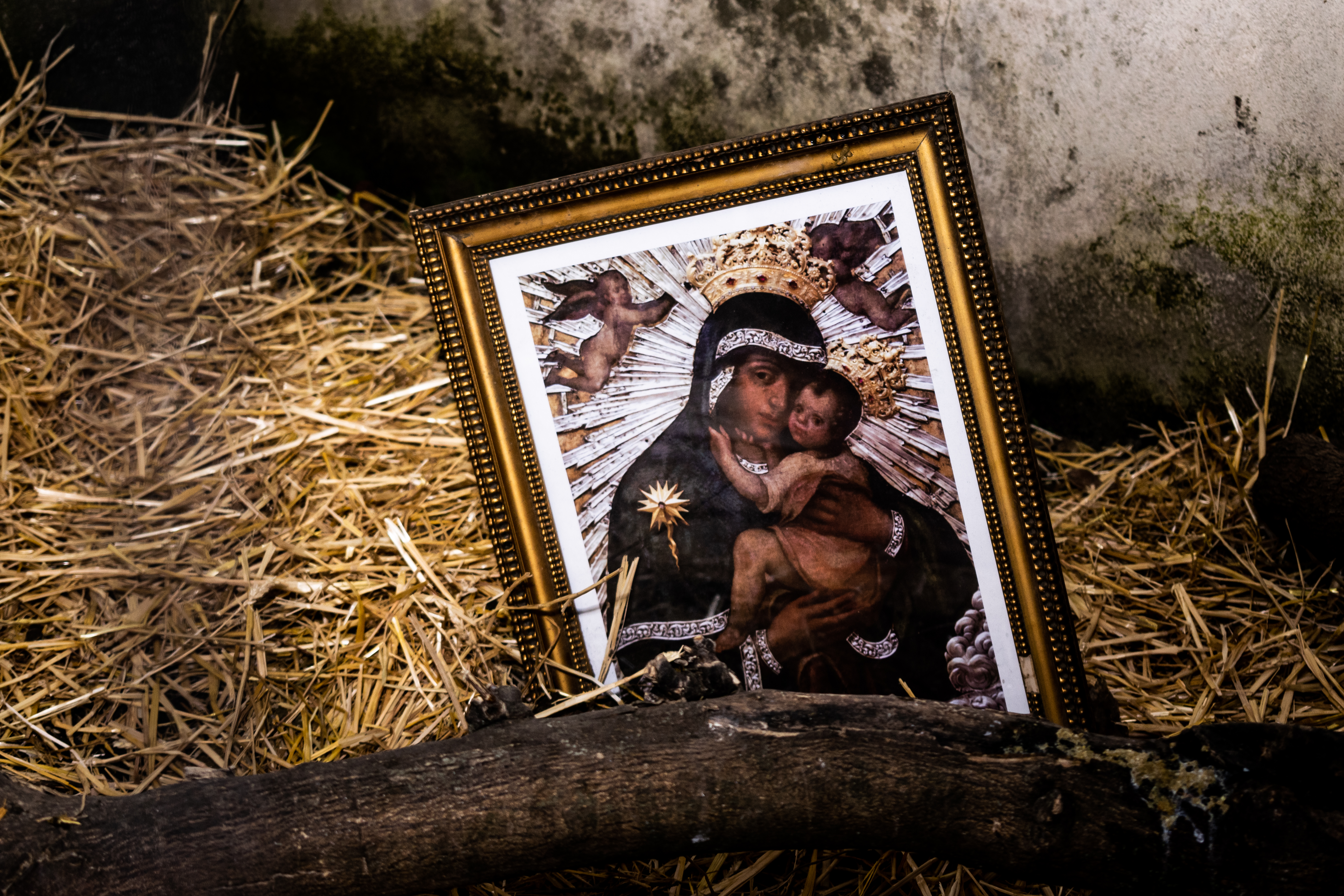
Una riproduzione della tavola lignea.

L'immagine avrebbe compiuto ben otto miracoli.
Tutto iniziò nel 1609, quando uno storpio, che si era addormentato davanti ad un locale di pertinenza dell'antica parrocchia di San Felice adibito a spogliatoio (o spogliaturo), lì dove si conservava la tavola trovata dalle galline, vide nel sonno la Madonna che lo invitò ad alzarsi e a buttare le stampelle perché era guarito. Il miracolo, evidentissimo, attirò sul piccolo oratorio l'attenzione generale e nel giro di pochissimo tempo si ebbero nuove guarigioni. Tra il 1609 e il 1610 si verificarono altri sette miracoli che confermarono nei fedeli, non solo dell'Agro, la devozione alla Madonna del Carmine, ribattezzata Madonna delle Galline.
Fu deciso, allora, di costruire una chiesa più degna per accogliere i fedeli e nel 1610 mons. Lunadoro, vescovo della diocesi di Nocera dei Pagani, ci dice che «per il concorso del popolo devoto, ch'ivi lassa larghe elemosine, si dà cominciamento ad una chiesa molto più capace» da costruire nel luogo in cui le galline avevano trovato la tavola. I lavori dovettero procedere con molta speditezza se mons. Stefano Vicari, nella sua visita pastorale fatta nel 1615, parla di una «ecclesia noviter erecta».
Nell'agosto del 1786 il vescovo diocesano, mons. Benedetto dei Monti Sanfelice, pubblicò un decreto con cui il Capitolo di San Pietro in Vaticano stabiliva di incoronare solennemente la Madonna delle Galline in riconoscenza della protezione di Maria alla popolazione. La cerimonia di incoronazione avvenne nel 1787.

## Svolgimento

### Apertura delle porte
I festeggiamenti in onore della Madonna iniziano con il rituale gesto dell'apertura delle porte del santuario, chiuse da Pasqua per allestire il trono e preparare la statua della Santa Vergine, la quale, per antica tradizione, viene oscurata tutto l'anno alla venerazione dei credenti. Infatti, mentre l'immagine miracolosa è da sempre esposta sull'altare, la statua lignea fu creata solo per uno scopo processionale.
Il telo che copre la nicchia della statua viene alzato solo nell'ultima settimana di settembre, quando ricorre la data dell'incoronazione dell'icona, alla quale è collegata una settimana di predicazione e di solenni messe.
Questo evento attira migliaia di cittadini, paganesi e non, davanti al santuario (che apre i suoi cancelli alle ore 18:00).

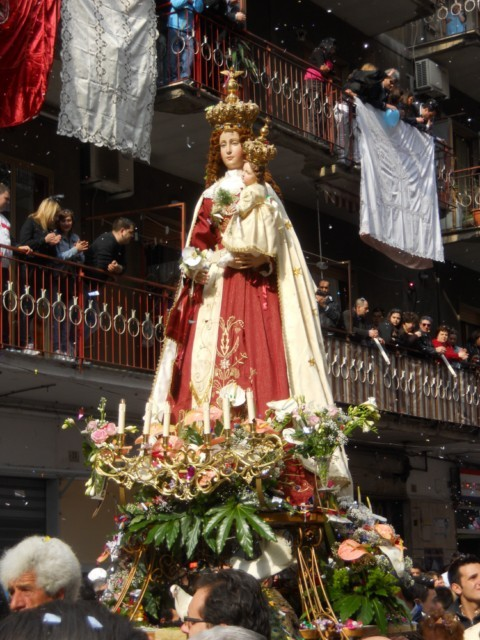
La Madonna delle Galline in processione.

### Processione
La festa religiosa si svolge la domenica in albis con una processione della statua della Madonna del Carmine trasportata su un carro anticamente spinto dai fedeli, ma ora dotato di un motore. A essa il popolo offre vari volatili, principalmente galline, ma anche papere, colombe, tacchini, pavoni o gallinelle. All'offerta delle galline si accompagna quella di dolci o di tortani, torte rustiche infarcite di salame e uova, che costituivano un tempo il cibo ricco dei contadini. Le mamme avvicinano i loro bambini alla Vergine, affinché li protegga. La processione passa a rassegna le strade, i vicoli, i cortili e le masserie di Pagani con al seguito i gallinacei, che godono dell'ammirazione di tutti standosene appollaiati sul capo, sulle braccia, ai piedi della Vergine, noncuranti del vocìo, della musica e dei botti, che appesantiscono l'aria. Inoltre, lungo l'itinerario della processione i fedeli creano i toselli, edicole votive impreziosite da coperte di raso, merletti e stampi in terracotta. Nei cortili, dove il maggior spazio permette la realizzazione di un tosello più vistoso, trovano posto anche la statuetta della Vergine e dei piccoli pollai, a cui si aggiungono talvolta anche tammurriate, mostre e banchetti. Davanti alla basilica pontificia di Sant'Alfonso la statua della Vergine riceve in dono, dai padri redentoristi, una coppia di galline, secondo la tradizione iniziata dallo stesso sant'Alfonso, che viene ricambiato dalla Madonna con due colombe. Subito dopo il rito dello scambio, la processione riprende per sostare nuovamente in Piazza Corpo di Cristo, dov'è a volte celebrata all'aperto la messa solenne, presieduta dal vescovo. Dopo la celebrazione eucaristica, il corteo continua il suo cammino e la Madonna torna al santuario, dove, a conclusione della processione, si canta il Magnificat.

### Tammurriata
La caratteristica più importante che avvolge l'intera festa è la tammurriata, una forsennata musica popolare che scoppia il venerdì in albis, accompagna la popolazione per l'intera giornata della domenica e si conclude all'alba del lunedì successivo, quando il popolo dei devoti va a deporre ai piedi della Madonna le tammorre utilizzate durante la festa. La tammorra è un tamburo a cornice che sprigiona suoni determinati dall'impatto del palmo della mano e dalle dita. Il ritmo della tammurriata è determinato anche da un secondo strumento, strettamente in sintonia con la tammorra. Si tratta delle nacchere (o castagnette), due coppie di legno, che, fissate al medio delle due mani, producono un suono netto, squillante, che accompagna quello più cupo, assordante, della tammorra. La tammurriata determina l'inizio delle celebrazioni, accompagna il popolo in festa durante l'intera domenica e raccoglie i danzatori oltre la festa fino a suggellarla definitivamente. Passata la processione della Vergine, si creano i cerchi, dove i tammurriatori e i devoti danno liberamente vita alla tammurriata.

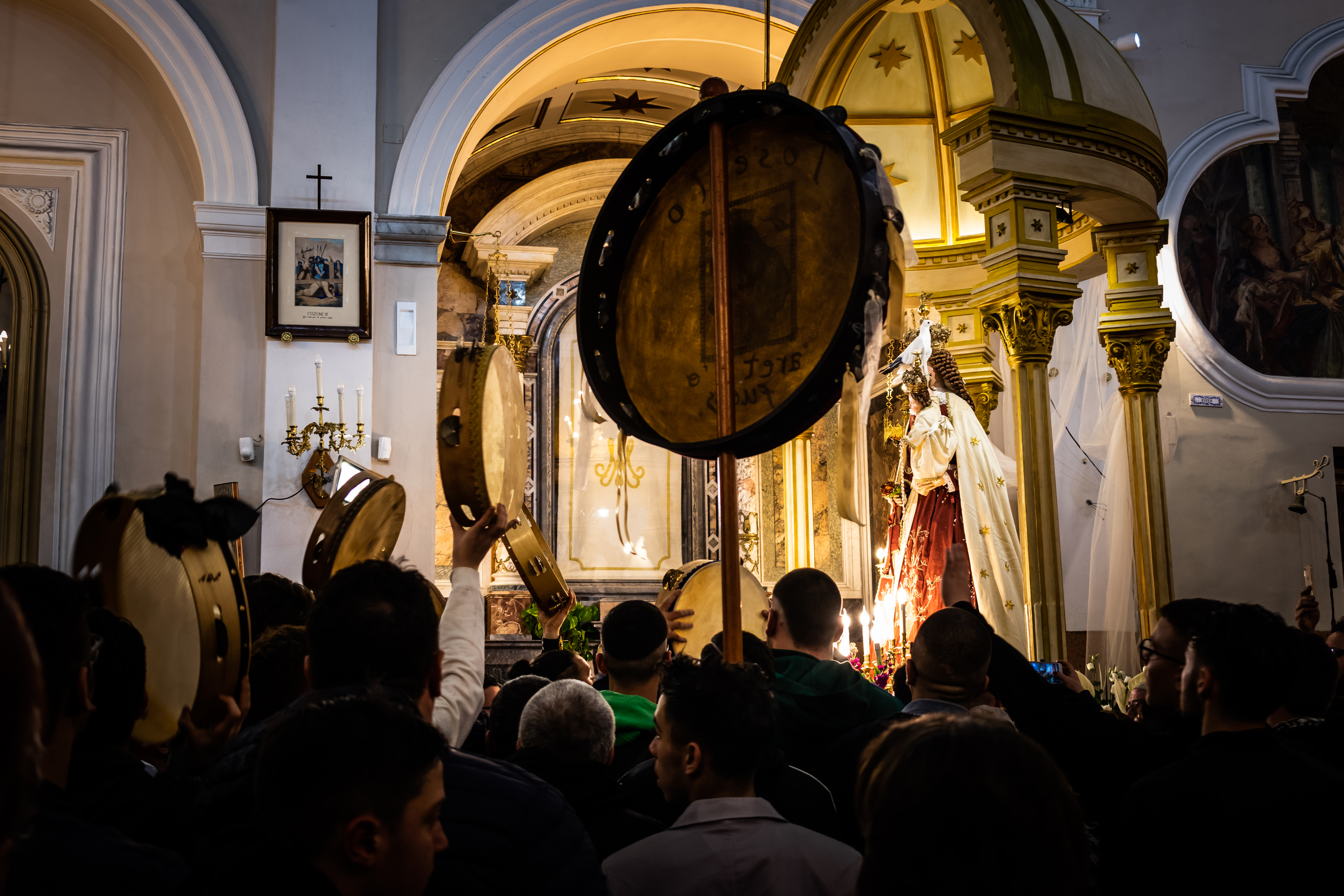
La deposizione delle tammorre.

### Deposizione delle tammorre
All'alba del lunedì, i tammorrari, impegnati da già tre giorni e tre notti a suonare e danzare nei toselli, si recano in corteo al santuario, dove depositano i loro strumenti ai piedi della Vergine e, ringraziandola, fanno un atto di sottomissione, per poi, senza mai voltare le spalle all'altare, lasciare il santuario intonando l'antico canto popolare Madonna de la Grazia.

### Modifiche all'evento
Nel 2020 e nel 2021 l'evento è stato sospeso a causa della pandemia di COVID-19. Nel 2022 lo svolgimento dei festeggiamenti ha subito alcune variazioni:
"La Madonna uscirà come da tradizione alle 9 di domenica 24 aprile dal Santuario e resterà in esposizione per l’intera giornata in piazza D’Arezzo. Ci saranno quattro messe all’aperto, alle ore 9.00, 11.00, 17.00, 19.30, con momenti di preghiera che si terranno tutta la giornata. Alle 19.00 si terrà in piazza D’Arezzo il tradizionale scambio di doni con i padri redentoristi."
Dal 2023 la festa ritorna alle sue abitudini

## Piatti tipici
I piatti tipici di questa festa sono i tagliolini al ragù, il tortano, il casatiello e i carciofi arrostiti, la cui cottura avviene sulla tradizionale furnacella (o fornacella), strumento da cucina simile al braciere.
Inoltre, mangiando i suddetti tagliolini, la tradizione vuole che ci si macchi la camicia. Tale macchia è detta schizzetto.

## Riconoscimenti
- L'Istituto centrale per la DemoEtnoAntropologia ha riconosciuto l'evento quale Patrimonio immateriale d'Italia.[5]

## Citazioni
(G. Mancini)

## Galleria d'immagini

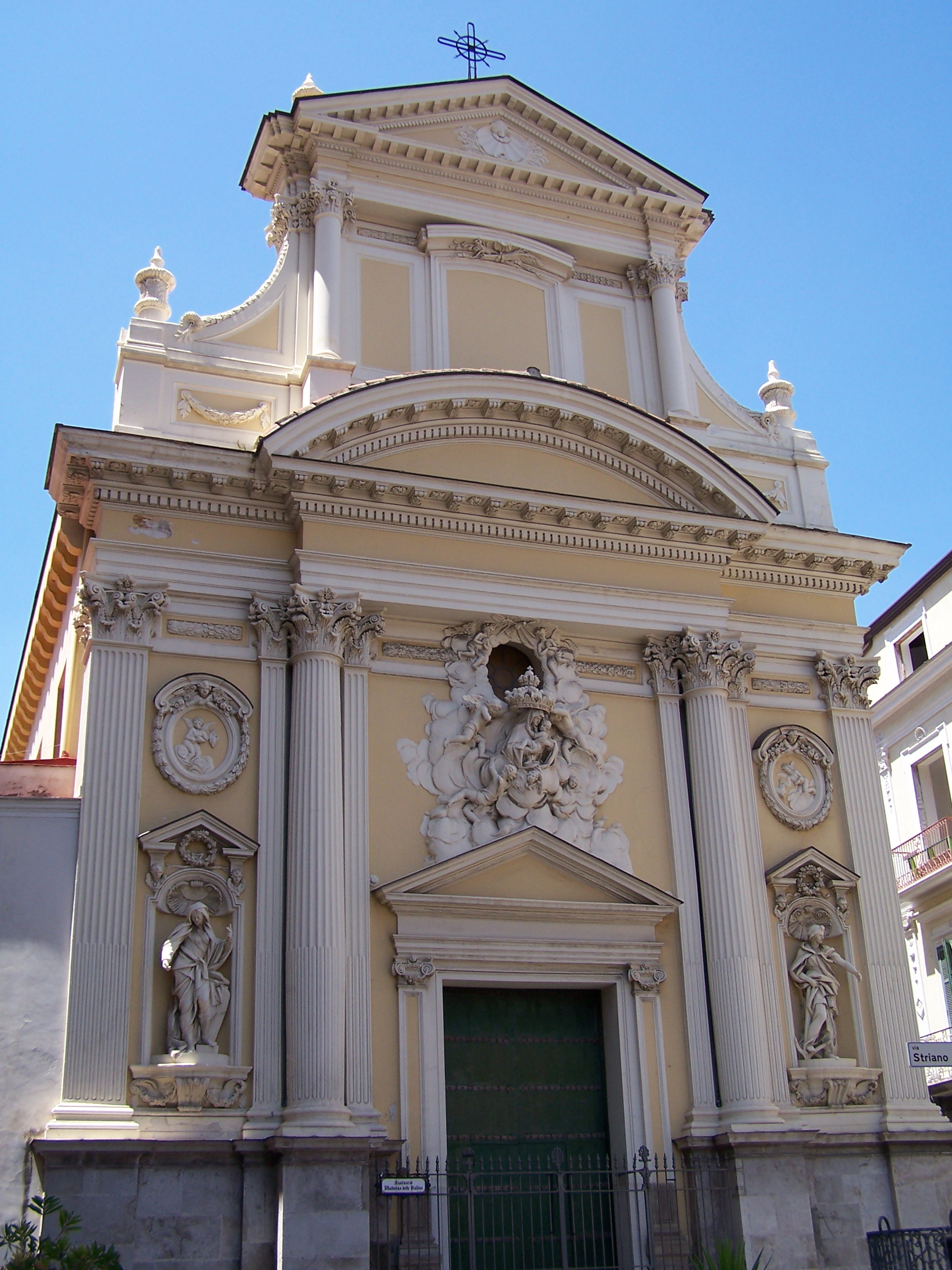
Facciata del Santuario della Madonna delle Galline
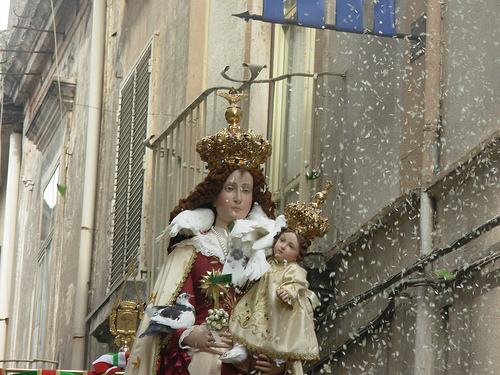
Madonna delle Galline in processione in via Marrazzo
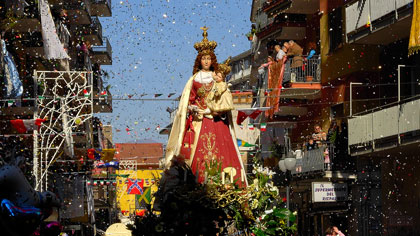
Madonna delle Galline in processione in viale Trieste, 2018
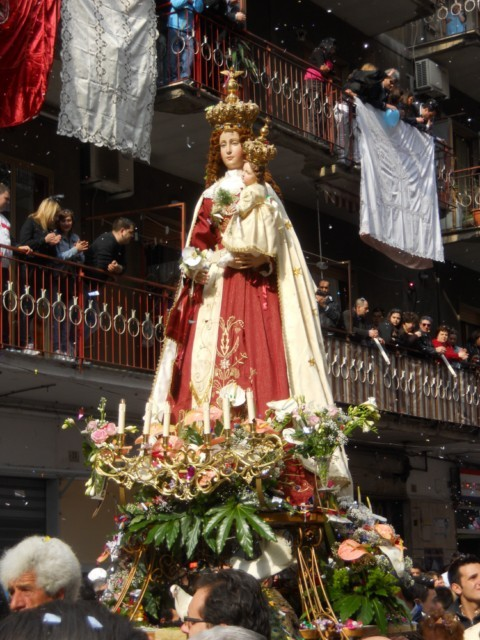
Madonna delle Galline in processione in viale Trieste, 2018
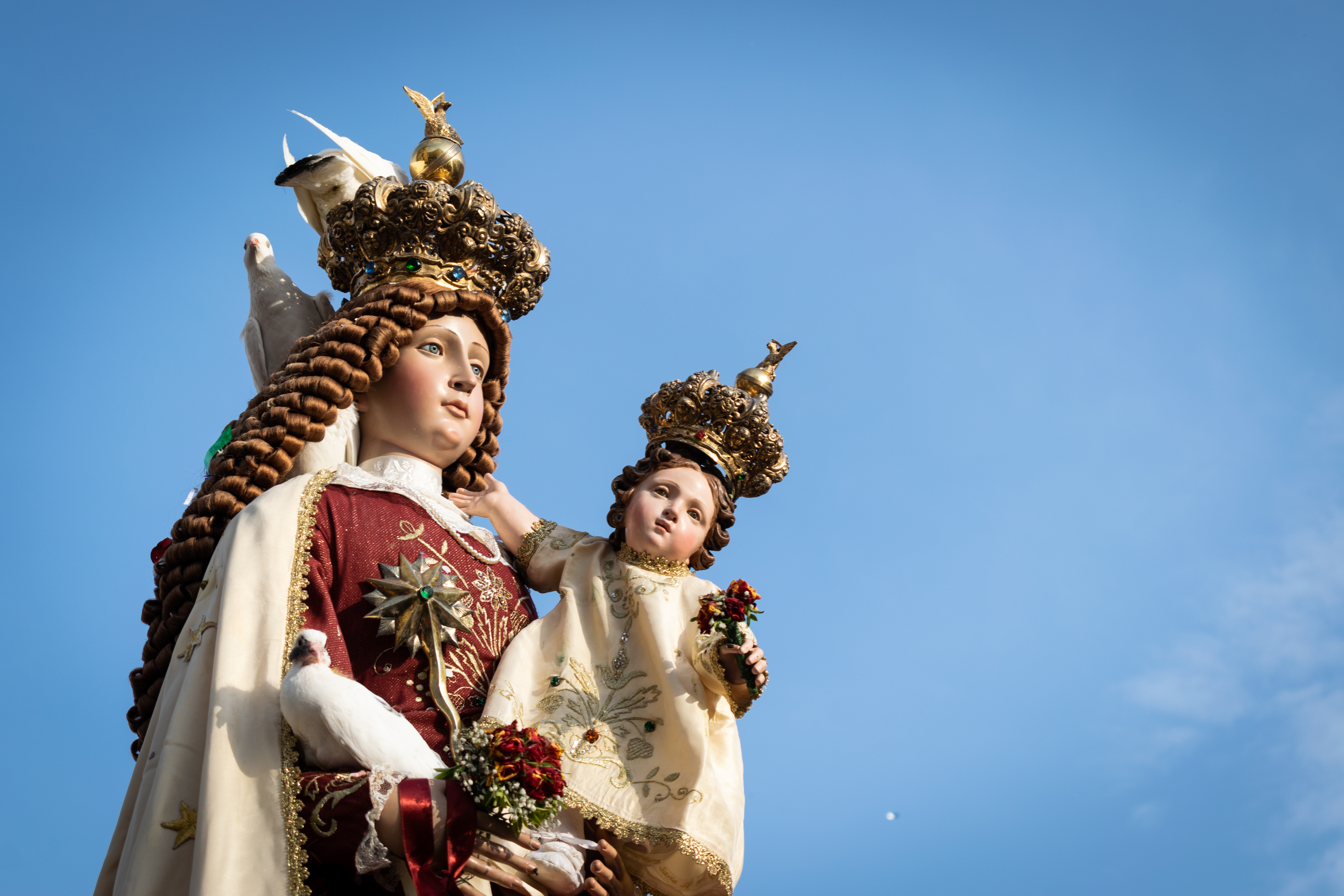
Madonna delle Galline in processione, 2018
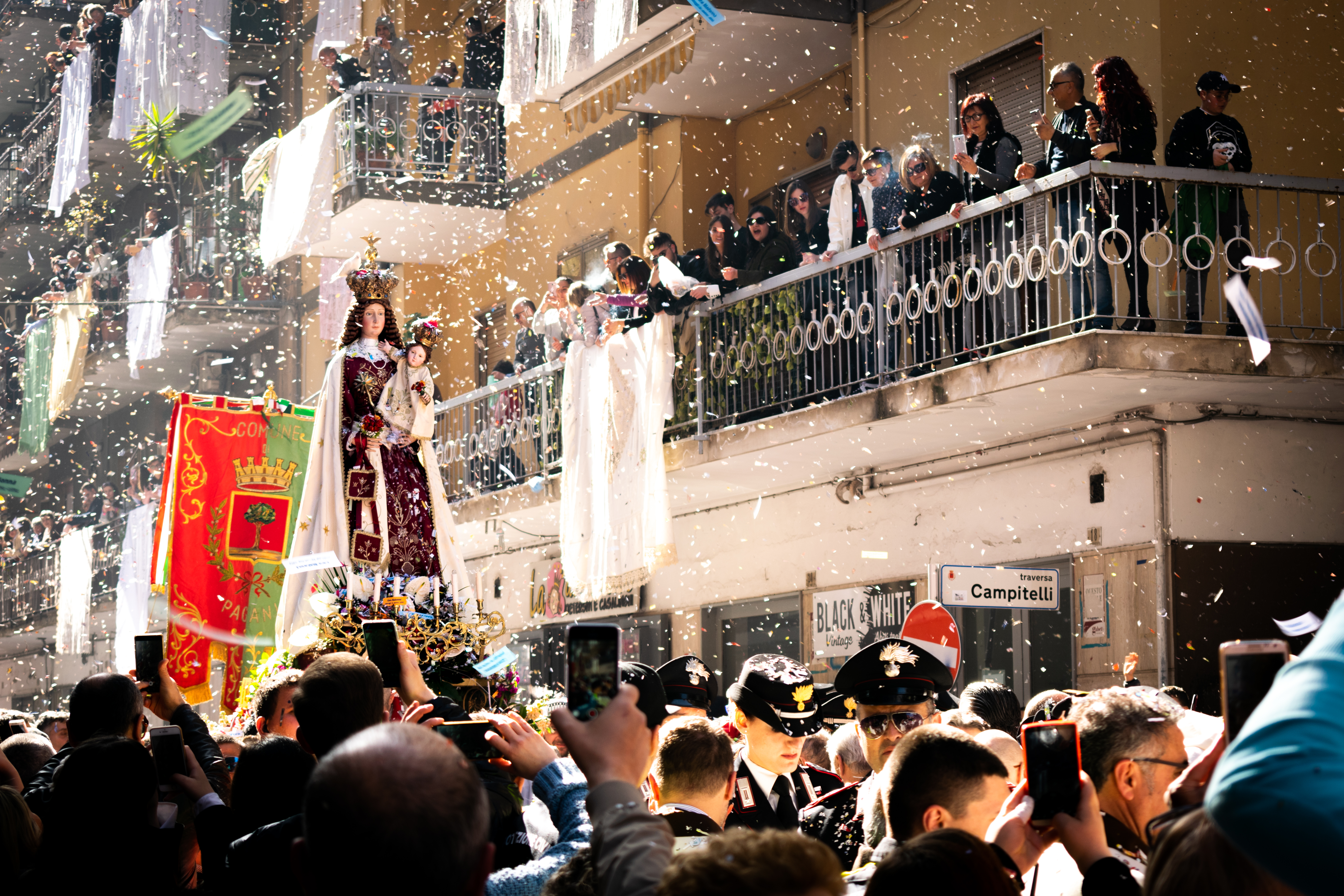
Madonna delle Galline in processione in viale Trieste, 2018